# Bálint Harcos
Bálint Harcos (* 7. května 1976 Budapešť) je maďarský spisovatel. Absolvoval Univerzitu Loránda Eötvöse v Budapešti. Jeho první publikovanou knihou je sbírka básní pojmenovaná Sebrané dílo Bálinta Harcose. V češtině vyšla jeho novela Naivní rostlina.

## Dílo
- Harcos Bálint Összes (2002)
- Naiv Növény (2006; česky Naivní rostlina, 2013)